# 学校法人滋慶学園
学校法人滋慶学園（がっこうほうじん じけいがくえん）は、東京都江戸川区中葛西に本拠を置く大学や通信制高等学校といった学校や専門学校を運営する学校法人グループ。。全国に関連法人を含め多数の専門学校を所有するほか、株式会社滋慶や医療法人、社会福祉法人、NPO法人などのグループ企業・法人を傘下に収める。
グループの中核法人は滋慶学園・大阪滋慶学園。
大阪滋慶学園は医療・福祉系専門学校大手であり、2011年（平成23年）4月、大学院大学である滋慶医療科学大学院大学（現：滋慶医療科学大学）を大阪市淀川区に開学した。
滋慶学園は、2023年（令和5年）4月に東京情報デザイン専門職大学を開校している。

## 来歴
各法人事業報告書より抜粋
- 1978年（昭和53年）- 大阪薬学専門学院として設立。
- 1979年（昭和54年）- 財団法人大阪医療技術学園を設立。
- 1981年（昭和56年）- 大阪医療技術学園専門学校を開校。
- 1983年（昭和58年）- 学校法人滋慶学園（本部・東京都）を設立。財団法人大阪医療技術学園が大阪医療技術学園専門学校を開校。
- 1984年（昭和59年）- 学校法人滋慶学園が東京医薬専門学校を開校。
- 1987年（昭和62年）- 学校法人大阪滋慶学園（本部・大阪府）を設立、大阪ハイテクノロジー専門学校を開校。

以来、既存の学校法人等をグループに加入させてゆくことで全国に拡大。
- 1988年（昭和63年）- 「医療法人社団　慶生会」（本部・東京都）設立。
- 1994年（平成6年） - 学校法人神戸滋慶学園を設立。神戸医療福祉専門学校中央校を開校。[5]
- 1996年（平成8年） - 学校法人滋慶文化学園を設立。
- 2007年（平成19年）- 学校法人早稲田電子学園を傘下に加える。
- 2009年（平成21年）- 学校法人大阪滋慶学園が財団法人大阪医療技術学園と合併し、大阪医療技術学園専門学校は大阪滋慶学園の運営となる。
- 2011年（平成23年）- 学校法人大阪滋慶学園が、滋慶医療科学大学院大学（現：滋慶医療科学大学）を開校。
- 2012年（平成24年）- 朝日放送が所有していたザ・シンフォニーホールの譲渡を受ける。同ホールは同名のグループ子会社を新設して所有。
- 2014年（平成26年）- 歯研会学園・東京生命科学学園・日野学園・赤堀学園の四学校法人が合併し、学校法人東京滋慶学園（本部・東京都）を設立。
- 2017年（平成29年）- 学校法人早稲田電子学園を学校法人コミュニケーションアートに名称変更。
- 2018年（平成30年）- 学校法人大阪滋慶学園が岡山県美作市に滋慶学園高等学校（普通科・通信制）を開校。
- 2018年（平成30年）- 学校法人滋慶学園が学校法人産業技術学園と合併し、2019年（平成31年）4月1日より学校法人産業技術学園が運営する学校は学校法人滋慶学園による運営となる。
- 2020年（令和2年）- 学校法人大阪滋慶学園が学校法人新歯会東洋医療学園と合併し、新歯会東洋医療学園が運営する学校は大阪滋慶学園による運営となる。
- 2021年（令和3年）- 学校法人滋慶学園が学校法人滋慶文化学園と合併し、滋慶文化学園が運営する学校は滋慶学園による運営となる。
- 2021年（令和3年）- 学校法人東京滋慶学園が学校法人埼玉福祉学園と合併し、埼玉福祉学園が運営する学校が東京滋慶学園による運営となる。
- 2023年（令和3年）- 学校法人滋慶学園が東京情報デザイン専門職大学を開校。
- 2025年（令和6年）- 学校法人原学園（専門学校青山ファッションカレッジ）がグループ入り[6]。

## 産学官連携実績
- 鎌田大地や長谷部誠が所属するドイツ・ブンデスリーガのサッカークラブ「アイントラハト・フランクフルト」と、スポーツ支援人材育成の分野で教育提携を締結。学園側からスポーツトレーナーの研修生を現地に派遣し、フランクフルト側からコーチやトレーナーの 特別講師を年に1回招へいすること、またフランクフルトの日本国内におけるスカウティングを学園がサポートすることなどを実施する。また東京スポーツ・レクリエーション専門学校がフランクフルトを率いるトーマス・シャーフ監督と、国際顧問契約を締結し、学校へのアドバイスや支援、年2回の特別講演などを行うことを予定している[7]。
- 医療国際化推進機構との共催で、「医療と産業の国際交流シンポジウムin関西」を開催した[8]。
- 鳥取市と大阪滋慶学園は、看護師不足を解消を目的に、看護師や理学療法士などを養成する専門学校の設置に向けた協定を結んだ[2]。

## 設置している教育施設（法人別で記載）
- 学校法人滋慶学園設置校
  - 東京情報デザイン専門職大学
  - 札幌ベルエポック美容専門学校
  - 札幌ベルエポック製菓調理専門学校
  - 札幌看護医療専門学校
  - 北海道ハイテクノロジー専門学校
  - 北海道エコ・動物自然専門学校
  - 仙台医健・スポーツ&こども専門学校
  - 仙台ECO動物海洋専門学校
  - 仙台スクールオブミュージック&ダンス専門学校
  - 仙台デザイン&テクノロジー専門学校
  - 仙台カフェ・パティシエ&調理専門学校
  - TCA東京ECO動物海洋専門学校
  - 東京アニメ・声優＆eスポーツ専門学校
  - 東京医薬看護専門学校
  - 東京ウェディング・ホテル専門学校
  - 東京コミュニケーションアート専門学校
  - 東京スクールオブミュージック＆ダンス専門学校
  - 東京スクールオブミュージック専門学校渋谷
  - 東京スポーツ・レクリエーション専門学校
  - 東京ダンス&アクターズ専門学校
  - 東京ベルエポック美容専門学校
  - 東京ベルエポック製菓調理専門学校
  - 東京ホテル・観光&ホスピタリティ専門学校
  - 東京メディカル・スポーツ専門学校
  - 東京俳優・映画＆放送専門学校
  - 東京福祉専門学校
  - 東洋言語学院
  - 福岡医健・スポーツ専門学校
  - 福岡ECO動物海洋専門学校
  - 福岡スクールオブミュージック&ダンス専門学校
  - 福岡デザイン&テクノロジー専門学校
  - 福岡ベルエポック美容専門学校
  - 福岡ホテル・ウェディング＆製菓調理専門学校

- 学校法人大阪滋慶学園設置校
  - 滋慶医療科学大学
  - 滋慶学園高等学校（美作キャンパス、東京サポートコース、新大阪学習サポートセンター、福岡サポートコース）
  - 出雲医療看護専門学校
  - 大阪医療看護専門学校
  - 大阪医療技術学園専門学校
  - 大阪医療福祉専門学校
  - 大阪ハイテクノロジー専門学校
  - 大阪保健福祉専門学校
  - 新大阪歯科衛生士専門学校
  - 新大阪歯科技工士専門学校
  - 東洋医療専門学校
  - 鳥取市医療看護専門学校
  - 美作市スポーツ医療看護専門学校

- 学校法人東京滋慶学園設置校
  - ベルエポック美容専門学校
  - 赤堀製菓専門学校
  - さいたまIT・WEB専門学校
  - 埼玉福祉保育医療製菓調理専門学校
  - 新東京歯科衛生士学校
  - 新東京歯科技工士学校
  - 東京バイオテクノロジー専門学校
  - 日本医歯薬専門学校
  - 横浜ベルエポック美容専門学校

- 学校法人神戸滋慶学園設置校
  - 神戸医療福祉専門学校
  - 神戸製菓専門学校
  - 姫路医療専門学校

- 学校法人滋慶コミュニケーションアート設置校
  - 京都医健専門学校
  - 京都デザイン&テクノロジー専門学校
  - 名古屋医健スポーツ専門学校
  - 名古屋ECO動物海洋専門学校
  - 名古屋スクールオブミュージック＆ダンス専門学校
  - 名古屋農業園芸・食テクノロジー専門学校
  - 名古屋デザイン＆テクノロジー専門学校

- 学校法人コミュニケーションアート設置校
  - 大阪ECO動物海洋専門学校
  - 大阪スクールオブミュージック専門学校
  - 札幌デザイン＆テクノロジー専門学校
  - 札幌ミュージック&ダンス・放送専門学校
  - 札幌アニメ・声優専門学校
  - 東京デザインテクノロジーセンター専門学校（旧・早稲田電子専門学校）
  - 放送芸術学院専門学校
  - 大阪コミュニケーションアート専門学校
  - 甲陽音楽学院[9]
  - 大阪農業園芸・食テクノロジー専門学校
  - 神戸・甲陽音楽＆ダンス専門学校
  - 神戸・甲陽音楽ダンス＆アート高等専修学校
  - 神戸・甲陽デザイン＆テクノロジー専門学校

- 学校法人原学園
  - 青山ファッションカレッジ

## グループ企業
- 株式会社 滋慶
- 株式会社 滋慶サービス
- 株式会社 滋慶ヒューマンリソース
- 株式会社 滋慶出版
- 株式会社 滋慶インターナショナルトラベル
- ジケイ・スペース 株式会社
- Duce mix 不動産株式会社
- 株式会社 ブレーンスタッフコンサルタンツ
- 株式会社 国際教育センター
- 株式会社 スーパーモード
- 株式会社 ジケイビジネスサポート
- 株式会社 ジケイビジネスサポート大阪
- 株式会社 国際教育社
- 株式会社 滋慶マーケティング
- 医療法人 慶生会
- 医療法人 青山会
- 医療法人社団慶心会
- Ｊケア株式会社
- 株式会社 サイエンス倶楽部
- 株式会社 日本医歯薬研修協会
- アスコープ株式会社
- 株式会社 つちや書店
- 株式会社Ｊ.カレッジ
- 株式会社 エフエムちゅうおう
- 株式会社 ザ・シンフォニーホール
- 株式会社プレジャー
- 株式会社ジャパン・アーツ
- NPO法人 日本ジュニアサイエンス研究所
- 株式会社イマージュ
- KCA Japan株式会社
- 株式会社高山果樹園
- 一般財団法人滋慶教育科学研究所